# Marche (Francia)

Localizzazione della Marche

Bandiera della Marche

La Marche (in occitano la Marcha [lɒ ˈmartsɔ]) era una delle antiche province francesi.

## Storia e territorio

D'azzurro seminato di gigli d'oro, alla banda rossa caricata di tre leoni d'argento

Nella sua storia questo territorio ha costituito un'entità autonoma dal punto di vista amministrativo, all'interno della quale si distinguevano la Haute-Marche (approssimativamente corrispondente all'odierno dipartimento della Creuse), e la Basse-Marche (all'incirca l'attuale arrondissement di Bellac, dipartimento dell'Alta Vienne ed alcuni comuni del dipartimento della Vienne e della Charente).
Sorta di « territorio cuscinetto » (da cui il suo nome) tra i possedimenti dei conti del Poitou, dei duchi d'Aquitania, e quelli del re di Francia, la contea della Marche nacque presumibilmente tra 955 e 958. Posta sotto l'autorità di Bosone I il Vecchio, figlio di Sulpice, signore di Charroux (l'antica Carrofum) nell'odierna Vienne, riuniva due territori fino ad allora distinti: uno attorno a Le Dorat (Basse Marche) nella Haute-Vienne, l'altro intorno a Guéret (Haute Marche) nella Creuse, per formare una stretta entità estesa su circa ottanta chilometri.
La contea della Marche era delimitata da:
- l'Alvernia ed il Borbonese a est
- il Poitou ad ovest
- l'Angoumois a sud-ovest
- il Berry a nord
- il Limosino a sud.

Guéret, Bellegarde, Bourganeuf e Bellac sono state sedi di Généralité (circoscrizioni finanziarie) ; le prime due sotto la généralité di Moulins, le altre sotto quella di Limoges.
La successione dei conti della Marche fino al XIV secolo è spesso di difficile determinazione, data la mancanza di documenti certi. La contea fu, tranne alcuni appannaggi, definitivamente riunita al Regno di Francia intorno al 1531.

## Elenco dei conti di la Marche
I primi conti 

Armi dei conti di Perigord

- 955 circa - 988 circa: Bosone I († 988 circa);
- 988 circa - 997: Adalberto I († 997), figlio del precedente;
- 997 - 1006: Bosone II († 1006), fratello del precedente, figlio di Bosone I;
- 1006 - 1047: Bernardo I († 1047), figlio del precedente;
- 1047 - 1088: Adalberto II († 1088), figlio del precedente;
- 1088 - 1091: Bosone III († 1091), figlio del precedente;
- 1091 - 1098: Oddone I († 1098), zio del precedente, figlio di Bernardo I;
- 1098 - 1117 circa: Almodis I († 1117 circa), figlia di Adalberto II, governò col marito Ruggero di Poitou.

 Casato di Montgomery 
- 1098 - 1123: Ruggero di Poitou († 1123), marito di Almodis I, con la quale governò sino al 1117;
- 1117 - 1145 circa: Adalberto III († 1145 circa), figlio di Almodis I e del precedente col quale governò sino al 1123;
- 1145 circa - 1177: Adalberto IV († 1178), figlio del precedente, nel 1177, dopo la morte dell'unico figlio maschio vendette la contea al re d'Inghilterra e duca consorte del ducato d'Aquitania, Enrico II[2].

 Re d'Inghilterra 
- 1177 - 1189: Enrico II († 1189);
- 1189 - 1199: Riccardo Cuor di Leone († 1199 circa), figlio del precedente;
- 1199 - 1199 circa: Giovanni senza Terra († 1216), fratello del precedente, investi la contea ai Lusignano

 Casa di Lusignano 
- 1199 - 1219: Ugo IX († 2019);

Armi dei Lusignano

- 1219 - 1249: Ugo X († 1249 circa), figlio del precedente;
- 1249 - 1250: Ugo XI († 1250), figlio del precedente;
- 1250 - 1270: Ugo XII († 1270), figlio del precedente;
- 1270 - 1303: Ugo XIII († 1303), figlio del precedente;
- 1303 - 1309: Guido I († 1309), fratello del precedente, figlio di Ugo XII; Guido, prima di morire, senza discendenza rese i suoi titoli alla corona di Francia[3].

 Appannaggio 

Armi di Carlo il Bello

- 1314 - 1322: Carlo il Bello († 1328), figlio del re di Francia, Filippo IV il Bello, ricevette la contea in appannaggio, nel 1314, dopo che era stata amministrata, tra il 1309 ed il 1314 dal funzionario reale, Hugues de La Celle. Nel 1322, quando Carlo divenne il re di Francia Carlo IV, la scambiò con Luigi I di Borbone, per la contea di Clermont-en-Beauvaisis.

 Casa capetingia di Borbone 
- 1322 - 1341: Luigi I († 1341);

Armi dei Borbone-La Marche

- 1341 - 1362: Giacomo I († 1362), figlio del precedente;
- 1362 - 1362: Pietro I († 1362), figlio del precedente;
- 1362 - 1393: Giovanni I († 1393), fratello del precedente, figlio di Giacomo I;
- 1393 - 1438: Giacomo II († 1438), figlio del precedente;
- 1438 - 1462: Eleonora († 1462), figlia del precedente, che aveva sposato Bernardo d'Armagnac, conte di Pardiac (parte della contea di Astarac), che governò con la moglie;

 Casa d'Armagnac 

Armi degli Armagnac-Pardiac

- 1438 - 1462: Bernardo d'Armagnac († 1462), marito di Eleonora di Borbone-La Marche
- 1462 - 1472: Giacomo d'Armagnac († 1477), figlio del precedente, che nel 1472, dopo essersi ribellato al re di Francia, Luigi XI, la contea gli fu confiscata, fu catturato ed imprigionato ed infine giustiziato il 4 agosto 1477. La contea fu concessa al futuro genero del re Luigi XI, Pietro di Borbone, signore di Beaujeu.

 Casa capetingia di Borbone 
- 1372 - 1503: Pietro II († 1503);

Armi dei duchi di Borbone

- 1503 - 1521: Susanna di Borbone († 1521), figlia del precedente, che sposò il cugino, Carlo III di Borbone-Montpensier, che dal 1505 governò la contea con la moglie;
- 1505 - 1523: Carlo III di Borbone-Montpensier († 1527), marito di Susanna di Borbone, che fu anche duca di Borbone e delfino d'Alvernia e poi connestabile di Francia, al quale la contea venne confiscata dal re di Francia, Francesco I.

 Casa Savoia 
- 1523 - 1531: Luisa di Savoia († 1531), cugina prima di Susanna di Borbone e madre del re di Francia, Francesco I, che alla morte della madre incamerò la contea nei domini reali.

 Appannaggio 
- 1540 - 1545: Carlo di Francia († 1545), figlio del re di Francia, Francesco I.